# Mistrovství světa baristů
Mistrovství světa baristů (anglicky World Barista Championship) patří mezi vrcholné soutěže v přípravě kávy a je událostí roku pro všechny kávové nadšence. Více než 50 soutěžících, kteří vzešli z národních baristických soutěží, na něm reprezentuje svou zemi a akce je tak vyvrcholením místních a regionálních soutěží po celém světě. Poprvé se konalo v roce 2000.
V soutěži, jež má sloužit k vyzdvihnutí baristické profese a zpopularizování pití kávy a kávové kultury obecně, soutěžící během 15minutového vystoupení připravují s hudebním doprovodem a vlastním komentářem 4 espressa, 4 cappuccina a 4 vlastní signature drinky dle standardů světové kávové asociace. Vše je sledováno a hodnoceno čtyřčlennou mezinárodní odbornou porotou, která nejprve vybírá 12 semifinalistů a následně ve druhém kole 6 finalistů soutěže. Hodnotí se především chuť připravovaných nápojů, čistota, kreativita, technika u kávovaru a celková prezentace.
Na kávovém klání v Melbourne, které se konalo ve dnech 23.–26. května 2013, reprezentoval Česko František Roháček, který skončil v prvním kole po diskvalifikaci za překročení časového limitu. František Roháček však není žádným nováčkem, stal se již Mistrem kávy v roce 2006/07 a Česko tehdy reprezentoval na Mistrovství světa baristů v japonském Tokiu.
V roce 2016 v Dublinu reprezentoval ČR barista Ondřej Hurtík, který vyhrál soutěž Barista roku 2016.

## Místa konání a vítězové soutěže
- 2000 (Monte Carlo, Monako) – Robert Thoresen, Norsko
- 2001 (Miami, Florida, USA) – Martin Hildebrandt, Dánsko
- 2002 (Oslo, Norsko) – Fritz Storm, Dánsko
- 2003 (Boston, Massachusetts, USA) – Paul Bassett, Austrálie
- 2004 (Terst, Itálie) – Tim Wendelboe, Norsko
- 2005 (Seattle, Washington, USA) – Trouls Overdahl Poulsen, Dánsko
- 2006 (Bern, Švýcarsko) – Klaus Thomsen, Dánsko
- 2007 (Tokio, Japonsko) – James Hoffmann, Spojené království
- 2008 (Kodaň, Dánsko) – Stephen Morrissey, Irsko
- 2009 (Atlanta, Georgie, USA) – Gwilym Davies, Spojené království
- 2010 (Londýn, Spojené království) – Michael Phillips, USA
- 2011 (Bogotá, Kolumbie) – Alejandro Mendez, Salvador
- 2012 (Vídeň, Rakousko) – Raúl Rodas, Guatemala
- 2013 (Melbourne, Austrálie) – Pete Licata, USA
- 2014 (Rimini, Itálie) – Hidenori Izaki, Japonsko
- 2015 (Seattle, Washington, USA) – Sasa Sestic, Austrálie
- 2016 (Dublin, Irsko) – Berg Wu, Tchaj-wan
- 2017 (Soul, Jižní Korea) – Dale Harris, Spojené království
- 2018 (Amsterdam, Nizozemsko) – Agneieszka Rojewsková, Polsko
- 2019 (Boston, Massachusetts, USA) – Jooyeon Jeon, Jižní Korea
- 2020: zrušeno kvůli covid-19
- 2021 (Miláno, Itálie) – Diego Campos, Kolumbie